# Wong Choong Hann
Dans ce nom, le nom de famille, Wong, précède le nom personnel.
Wong Choong Hann, né le 17 février 1977 à Kuala Lumpur, est un joueur malaisien de badminton.

## Carrière
Médaillé d'or aux Jeux du Commonwealth de 1998 en simple messieurs et médaillé d'argent aux Jeux d'Asie du Sud-Est de 1999 en simple messieurs, Wong Choong Hann est médaillé d'argent aux Jeux d'Asie du Sud-Est de 2001 en double messieurs avec Lee Wan Wah. Il obtient la médaille de bronze en simple messieurs aux Jeux du Commonwealth de 2002 puis la médaille d'argent en simple messieurs aux Championnats du monde de badminton 2003 et aux Jeux d'Asie du Sud-Est de 2003.
En double messieurs avec Choong Tan Fook, il est médaillé de bronze aux Jeux d'Asie du Sud-Est de 2005. Aux Jeux du Commonwealth de 2006, il est médaillé d'argent en simple messieurs et en double messieurs avec Choong Tan Fook.